# 평양대극장

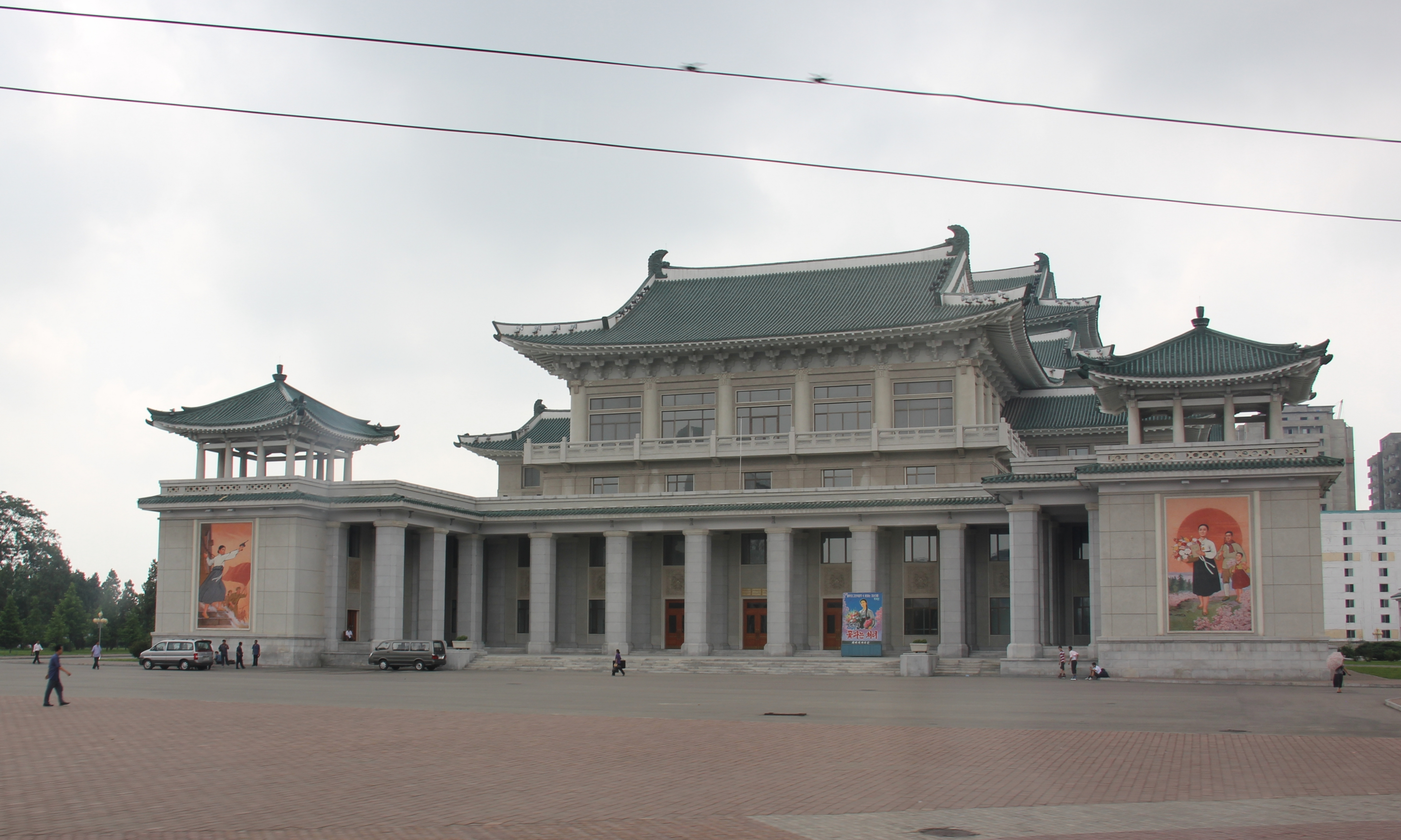
평양대극장 2012년 8월 모습

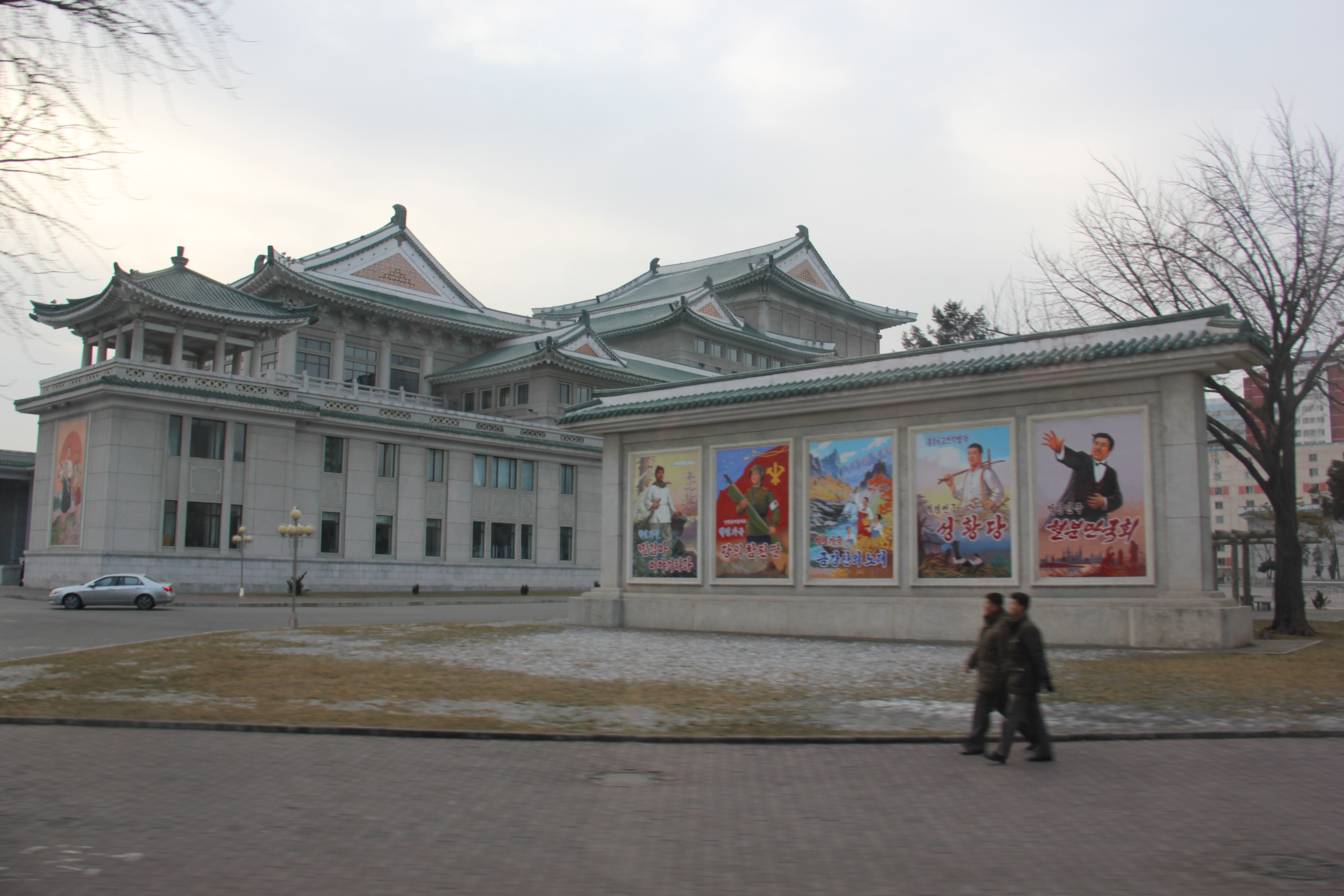
평양대극장 2014년 1월 모습

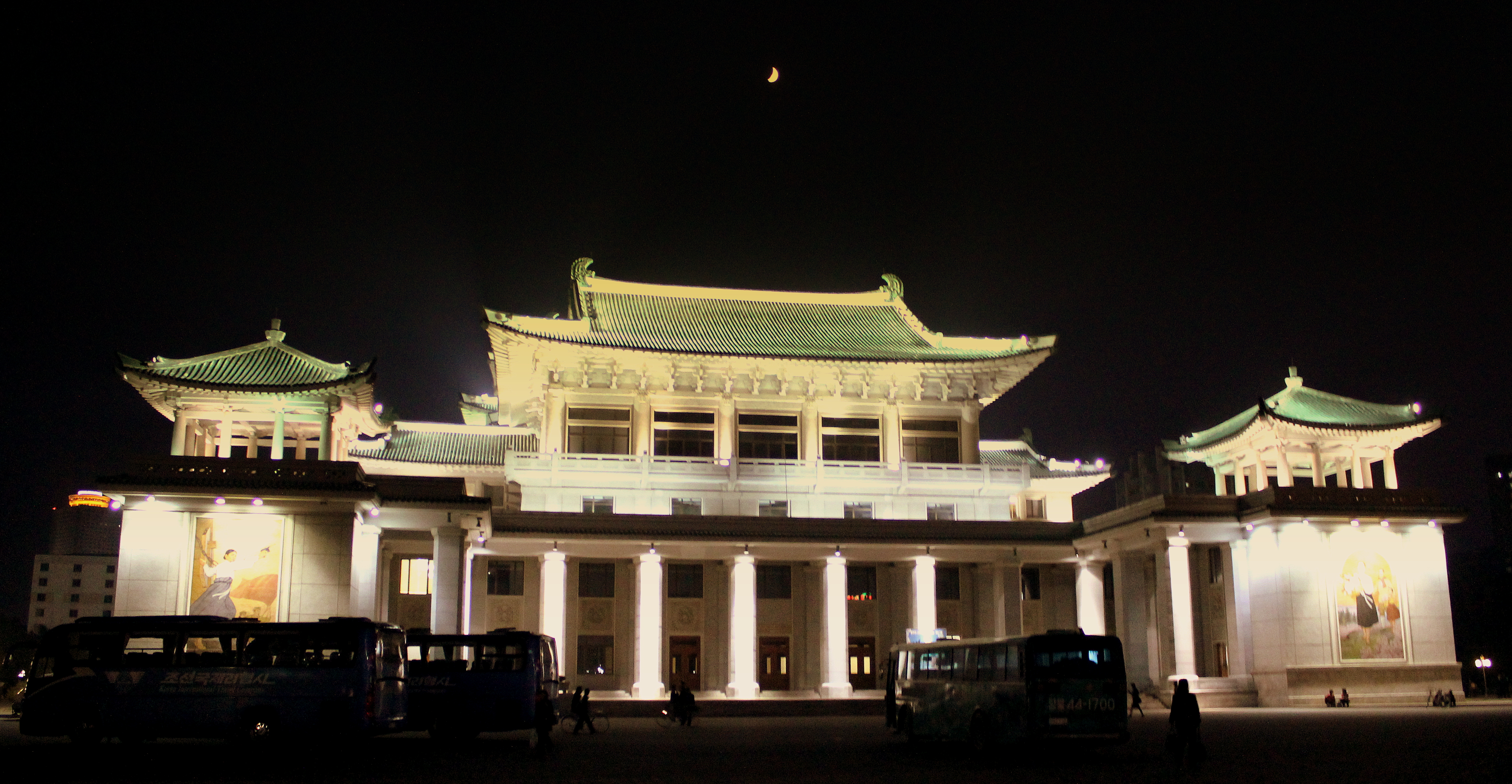
평양대극장 2012년 10월 야경

평양대극장(平壤大劇場)은 조선민주주의인민공화국 평양직할시의 승리 거리와 영광 거리의 교차점에 조선식 건축양식으로 세워진 극장이다.
1959년 2월에 착공하여 1960년 8월 13일에 준공하였다. 부지 75,000m2, 건평 약 29,000m2에 3층으로 된 2천 1백 90석의 관람석을 갖고 있다. 극장은 승리 거리의 축에 맞추어 축대칭으로 형성되였으며 정면의 양쪽에는 벽화가 화려하게 그려져있다. 크고작은 합각식 지붕들이 겹겹이 무리지어 높이 솟은 극장은 민족적인 건축양식의 특색이 두드러져 보인다. 북측에서는 1960년대부터 민족건축형식에 대한 실험이 시도되었고, 평양대극장은 그러한 시도의 초기작업이었으며, 인민문화궁전은 완성기의 작품이라고 할 수 있다.
평양대극장은 피바다가극단의 주 활동무대로 이용되며 ‘5대혁명가극’ <피바다>, <꽃 파는 처녀>, <한 자위단원의 운명>, <밀림아 이야기하라>, <당의 참된 딸>이 공연되고 있다.
2008년 6월에 재단장 공사에 들어가서 2009년 4월 3일 다시 새롭게 문을 열었다. 북측 매체들은 지난 "1960년에 준공된 평양대극장이 재건공사로 1천300여 석의 관람석과 무대, 최신음향, 조명설비, 여러 연습실과 분장실은 물론 편의봉사시설까지 예술창조와 공연활동, 관람에 필요한 온갖 조건이 충분히 갖춰져 있다"고 보도했다. 특히 극장의 조선식 합각지붕 기와를 전부 교체하고, 건물 벽채를 독특한 건재와 부각장식으로 새롭게 단장하였으며, 내부 중앙홀 천정을 금강산 팔선녀로 형상하였다고 한다. 또한 음향 및 조명설비들도 최신식으로 갖추었는데 자연스러운 입체감과 높은 음질을 보장하는 확성체계인 5.1 음향채널 시스템으로 되어 있다고 한다. 개관기념으로 2009년 4월 15일 제26차 4월의 봄 친선예술축전 행사를 열었다.